# Symphorien Bullioud
Symphorien Bullioud, né à Lyon en 1480 et mort le 5 janvier 1534, est un évêque français du XVIe siècle.

## Biographie
Il est le fils de Guillaume Bullioud, juge ordinaire de l'église de Lyon, et de Catherine Varinier. Bullioud est chanoine de Saint-Just à Lyon et clerc au parlement de Paris. Bullioud est évêque de Glandèves, de Bazas et de Soissons.
Louis XII le fait gouverneur de Milan en 1509, et l'envoie en ambassade auprès de Jules II. Bullioud est l'un des aumôniers de François Ier et il est le grand-maître de son oratoire. On sait que Symphorien Bullioud est un habile négociateur de son temps. Il a publié des Stalula synodalia pour le diocèse de Soissons. Bullioud aime beaucoup les lettres et il protège les savants. Il assiste aux conciles de Pise et du Latran.